# Choneteuthis tongaensis
Choneteuthis tongaensis Lu & Boucher-Rodoni, 2006  è l'unica specie del genere monospecifico Choneteuthis Lu & Boucher-Rodoni, 2006 di cefalopodi della famiglia Sepiolidae originario delle acque attorno alle isole Tonga, nell'Oceano Pacifico meridionale. È noto solo per tre esemplari. Di questi, l'olotipo è il più grande, con un mantello lungo 33,8 mm. C. tongaensis è una specie con diverse caratteristiche morfologiche distinte: il mantello è separato dalla testa nella regione nucale, un grande fotoforo viscerale circolare e uno scudo ventrale sono presenti sulla superficie ventrale del sacco dell'inchiostro e l'ampia carena si estende per tutta la lunghezza della clava del braccio III.
L'olotipo (MNHN 3820) è una femmina con i tentacoli mancanti. È stato raccolto nel gruppo di isole N Ha'apai delle Tonga a 332 m di profondità. Il paratipo 1, un esemplare maschio con solo la testa e la corona brachiale proviene dalla stessa località. Il paratipo 2, una femmina priva di tentacoli, è stata catturata su un monte sottomarino delle Tonga a una profondità di 395±10 m.

## Descrizione
La specie è di medie dimensioni, con una lunghezza del mantello che può raggiungere alcune decine di centimetri e la testa degli esemplari adulti misura meno di 20 cm.
Il mantello della C. tongaensis è cilindrico e muscoloso e consente una propulsione a getto attraverso una rapida espulsione dell'acqua grazie al lungo imbuto, una struttura flessibile che consente un controllo della direzione e della velocità durante la locomozione che, nella  C. tongaensis, misura circa {\displaystyle 2/3} del mantello. La superficie dorsale del mantello porta dei cromatofori più chiari che nella parte ventrale, dove appaiono colore bruno: questi possono essere espansi o contratti per modificare la colorazione dell'animale per comunicare e mimetizzarsi.
Le braccia e i tentacoli emergono dalla regione della testa, circondando la bocca. La C. tongaensis ha otto braccia dotate di ventose, che vengono utilizzate per afferrare e manipolare le prede. Inoltre, sono presenti due tentacoli più lunghi, ciascuno dei quali termina con una struttura simile a una clava le cui ventose possiedono dei piccoli denti triangolari intorno al margine dell'anello interno, usati per estendersi rapidamente e catturare prede sfuggenti come piccoli pesci o crostacei.
All'estremità anteriore del mantello si trova la testa, dove gli occhi, posizionati lateralmente e ben sviluppati. Gli occhi della C. tongaensis sono dotati di con cornea e una palpebra ventrale secondaria; ben adattati ai bassi livelli di luce presenti nel suo habitat nella zona crepuscolare e sono in grado di rilevare lievi cambiamenti nella bioluminescenza o la debole luce solare che filtra dall'alto.